# Westheide
Westheide település Németországban, azon belül Szász-Anhalt tartományban. Lakosainak száma 1710 fő (2023. december 31.).

## Népesség
A település népességének változása:
| Lakosok száma | 1707 | 1711 | 1711 | 1718 | 1710 |
|               | 2017 | 2019 | 2021 | 2022 | 2023 |